# Кашина ла Вале (Комо)
Кашина ла Вале је насеље у Италији у округу Комо, региону Ломбардија.
Према процени из 2011. у насељу је живело 229 становника. Насеље се налази на надморској висини од 296 м.